# Новий герой Мейбл
Новий герой Мейбл (англ. Mabel's New Hero) — американська короткометражна кінокомедія Мака Сеннета 1913 року з Роско Арбаклом в головній ролі.

## Сюжет
Мейбл з подругами зібралася на пляж, а Фатті хоче, щоб вона пішла з ним. Мейбл свариться з Фатті. На пляжі якийсь «волоцюга» підглядає за Мейбл в роздягальні і пристає до неї. Бачачи таке неподобство, Фатті влаштовує бійку. Мейбл тікає і ховається в кошику «припаркованої» тут же на пляжі повітряної кулі. Мейбл на кулі злітає в повітря. Фатті намагається її врятувати, втримуючи кулю власною вагою. Підоспілі «кейстоунські» поліцейські йому допомагають. Зрештою Мейбл знімають з повітряної кулі і вона мириться з Фатті.

## У ролях
- Мейбл Норманд — Мейбл
- Роско «Товстун» Арбакл — Фатті
- Чарльз Інслі — Красивий Гарі
- Кертлі Вірджинія — подруга Мейбл
- Чарльз Ейвері — поліцейський
- Едгар Кеннеді — поліцейський
- Генк Манн — поліцейський